# Споменик палим ваздухопловцима
Споменик палим ваздухопловцима посвећен је палим ваздухопловцима у Другом светском рату. Налази се у Нишу на Тргу 14. октобра, у близини Саборне цркве и Епископске улице.
Подигнут је на иницијативу Аеро-клуба из Ниша, а коришћени материјали су мермер, бетон и бронза. Споменик је рад вајара Александра Шакића, а просторно архитектонско решење дао је нишки архитекта Драган Марковић. Налази у средишњем делу озелењеног кружног сквера, а састоји се од једног мањег базена, издигнутог платоа са степеништем и правоугаоног постоља на коме се налази бронзана композиција која симболизује авионе и бомбе. Ова композиција је дуга 3m, а висока 1,30m.
На постољу споменика записано је: „Палим друговима ваздухопловцима – грађани Ниша“.
Споменик је откривен 21. маја 1960. године на дан прославе 18-годишњице оснивања авијације НОВЈ, када су 1942. године прва два пилота НОР-а, Фрањо Клуз и Руди Чајавец са два авиона домобранског ваздухопловства НДХ прешли из Бања Луке на слободну територију слетевши на аеродром Урије код Пријепоља.